# Алемасова, Антонина Сергеевна
Алемасова Антонина Сергеевна (укр. Алемасова Антоніна Сергіївна; 10 июля 1953, Жданов, УССР) — украинский химик. Доктор химических наук. Профессор кафедры Донецкого национального университета.

## Биография
Антонина Алемасова родилась 10 июля 1953 года в городе Жданов (ныне — Мариуполь), в семье работников металлургического института. Там же с золотой медалью закончила среднюю школу № 2. В 1975 году она с отличием закончила Донецкий государственный университет по специальности «Аналитическая химия». На этой же кафедре в ДГУ, следующие три года, Антонина Сергеевна занимала должность аспирантки. В 1981 году защитила кандидатскую диссертацию по аналитической химии в Днепропетровском государственном университете. В 1992 году Алемасова становится доцентом кафедры аналитической химии в Донецком государственном университете. На этой должности она начинает исследовать теоретические и практические вопросы химической модификации процессов образования свободных атомов определяемых элементов в графитовых печах электротермических атомизаторов. В 2000 году она защитила докторскую диссертацию «Высокотемпературные процессы преобразования комплексообразователей и комплексов металлов в атомно-абсорбционном анализе» в Днепропетровском химико-техническом институте. В 2003 году стала заведующей кафедрой аналитической химии ДонНУ, где вскоре получила учёное звание «профессор». Под руководством Антонины Сергеевны на кафедре был создан научно-методический центр по атомно-абсорбционной спектроскопии, начаты работы по фундаментальному научному направлению «Новые и модифицированные аналитические формы в оптических методах анализа». С 2004 года по настоящее время — руководитель государственной темы «Химические модификаторы и модифицированные экстрагенты в оптических методах определения драгоценных, цветных и редких металлов при контроле экологической безопасности», который выполняется в рамках приоритетного тематического направления Донецкого национального университета «Контроль, профилактика и восстановление экологического состояния антропогенно-трансформированной среды». В июне 2008 года Антонина Алемасова заняла пост руководителя независимой аналитической лаборатории, которая была создана на кафедре её университета и аттестована министерством промышленной политики Украины. В том же году она выиграла грант Государственного фонда фундаментальных исследований МОН для выполнения работ по теме «Аналитическое обеспечение новых технологий рекультивации почв, содержащих тяжелые металлы, и комплексной переработки растительной продукции с использованием прямого атомно-абсорбционного метода анализа твердых проб и химических модификаторов». За многолетний добросовестный труд, в 2008 году она была награждена Почётной грамотой МОН Украины, а в 2011 году нагрудным знаком «Отличник образования Украины».

## Научные публикации
- Высокотемпературные процессы превращения комплексообразователей и комплексов металлов в атомно- абсорбционном анализе. — Донецк: Донецкий государственный университет, 1997. — С. 297. — ISBN 966-95190-3-9.[3]
- Аналитическая атомно-абсорбционная спектроскопия. — Севастополь: Донецкий национальный университет, 2003. — С. 327. — ISBN 966-7968-36-7.[3]
- Лекції з аналітичної хімії (укр.). — Донецк: Донецкий национальный университет, кафедра аналитической химии, 2009. — С. 329. — ISBN 978-966-335-224-4.[3]
- Модифицирование концентратов в комбинированных и гибридных атомных и молекулярных абсорбционных методах анализа. — Донецк: Донецкий национальный университет, кафедра аналитической химии, 2009. — С. 181. — ISBN 978-966-335-311-1.[3]